# Ruspolia pygmaea
Ruspolia pygmaea är en insektsart som beskrevs av Schulthess Schindler 1898. Ruspolia pygmaea ingår i släktet Ruspolia och familjen vårtbitare. Inga underarter finns listade i Catalogue of Life.